# ペドロ・サンチェス
ペドロ・サンチェス・ペレス＝カステホン（スペイン語: Pedro Sánchez Pérez-Castejón , 1972年2月29日 – ）は、スペインの政治家。現在、同国首相、スペイン社会労働党 (PSOE) 書記長（党首）。
マドリード・コンプルテンセ大学マリア・クリスティーナ学校で経済学および経営学の修士号を、カミーロ・ホセ・セラ大学で経済学およびビジネスの博士号を取得している。2014年、彼はスペイン社会労働党（PSOE）書記長をアルフレード・ペレス・ルバルカバより引き継いだ。2016年、社会労働党がマリアーノ・ラホイ前首相に代わる政府を提唱するか、それを控えるかという意見の相違に分かれ、サンチェスは後者の立場を取り、書記長辞任を余儀なくされた。その後一時期、下院議員としての活動を停止した。2017年6月、サンチェスは予備選挙での勝利した後、党の書記長に返り咲いた。
2018年6月、マリアーノ・ラホイ前首相に対する内閣不信任決議を経て、首相に就任した。サンチェスはフランコ以後のスペイン民主主義時代の第7代首相である。サンチェス政府の最初の100日間の最も重要な措置として考えられるのは、独裁者フランコの墓の移転、移民問題に関する「ヨーロッパのアプローチと人権の尊重」の追求である。また、査定を部分的に禁止するようにスペイン憲法を改正するという提案もしている。エル・パイス紙はサンチェスがスペイン政府の国際的な議題を強化していることを伝えた。

## 経歴
1972年、サンチェスは首都マドリードで、2人兄弟の長男として父は会社経営、母は弁護士という裕福な家庭に生まれた。
マドリードのラミロ・デ・マエストゥ専門学校で中等教育を修了し、1995年、マドリード・コンプルテンセ大学マリア・クリスティーナ学校で経済学と経営学の学位を取得した。ベルギーのブリュッセル自由大学でEUの経済政策の修士号を、またビジネススクールのIESE（ナバラ大学）で公共リーダーシップの修士号を取得（この取得には議論の余地があると報じられている）し、マドリードのカミーロ・ホセ・セラ大学では「新スペイン経済外交」に関する論文で博士号を取得した。
1993年スペイン議会総選挙でフェリペ・ゴンサレス首相が率いるスペイン社会労働党(PSOE)が勝利すると、サンチェスは社会労働党の党員となった。
26歳だった1998年、ドイツ出身でスペイン国籍の社会主義者であるバーバラ・デュルコップとともに、欧州議会の顧問を務めた。その後、コソボ紛争の間、ボスニアの国連の上級代表の一員（これも同じように議論の余地があると報じられている）として、カルロス・ウェステンドルプの下で働いた。2000年、彼は第35回社会労働党連邦議会の代議員の一人となった。
2004年から2009年にはマドリード市議会議員を務め、2013年にはマドリード県選挙区選出の下院議員となった。

### 社会労働党の書記長選挙
2013年12月にはサンチェスの著書『新スペイン経済外交』の発表会に多数の社会主義の指導者たちが出席し、サンチェスの存在感は高まり始めた。この書籍はサンチェスが博士号を取得した論文の内容を発展させたものだった。
2014年の最初の数ヶ月の間、サンチェスは社会労働党の幹部や連邦委員会に属することはなかったが、2015年スペイン議会総選挙で社会労働党の候補者を選出するための予備選挙に向けた候補者の一人となり、スペイン全土の社会主義グループを巡回してまわった。
サンチェス擁立への動きは、2014年欧州議会議員選挙における社会労働党の敗北後に加速した。数日後、社会労働党の書記長であるアルフレード・ペレス・ルバルカバは辞任を発表した。6月12日、サンチェスは書記長選挙への立候補を表明。7月13日に選挙が行われると、エドゥアルド・マディーナが36%の得票を、ホセ・アントニオ・ペレス・タピアスが15%の得票を得たのに対して、サンチェスは49%を得票し、書記長に当選を果たした。
2014年7月26日と27日の社会労働党の臨時総会で結果が批准され、9月10日の総会で非公式の野党党首の立場となった。

### 社会労働党書記長時代
書記長就任後、サンチェスは社会労働党の統一と旧有権者の信頼を取り戻す必要性にせまられた。結局、旧有権者の25%は新しい政党ポデモスを選択した。またアンダルシアの社会労働党との緊張への対処も課題だった。
自身の存在を知らせるため、彼は多数のテレビ番組に登場するようになった。 はじめのうち、ポデモスはしばしばサンチェスを「ポピュリスト」と呼んだが、サンチェスはポデモスを「イデオロギー的日和見主義」と呼んで応戦した。
サンチェスはスペインの国家モデルとして、独立主義（independencia）ではなく連邦モデル（un modelo federal para España）を提案するとともに、ホセ・ルイス・ロドリゲス・サパテロ前首相の制定した憲法135条を改正し、宗教的な要素を排除して、教育制度の世俗主義化を強化すると主張した。
サンチェスはセサル・ルエーナ・ロペスをナンバー2に任命した。2015年2月、マドリード州パルラの路面電車の追加費用の調査のため、トマス・ゴメス・フランコをマドリード州支部書記長職から解任した。
2015年12月20日に行われた総選挙で、社会労働党は90議席の獲得に終わり、第2政党にとどまった。にもかかわらず翌2016年2月2日、サンチェスは首相候補者としてフェリペ6世国王によって推薦された。 2月24日、社会労働党は総選挙で40議席を獲得したシウダダノス党とサンチェス擁立で合意した。しかし、3月4日の2回目の票決で議会は賛成131票（社会労働党、シウダダノス、カナリア連合）、反対219票（残りの下院議員）でサンチェスの首相就任を大差で否決した。スペイン民主化後初めて、首相候補が2度目の投票で議会の信任を得られないという結果に終わった。
2016年、社会労働党は85議席という民主化以後最低の議席数となった。ラホイ首相の提案による国民党(PP)とシウダダノスの協定の後、サンチェスは国民党政府に繰り返し反対票を投じた。 ラホイの協定が失敗におわると、彼は「変革の力（ポデモスとシウダダノス）」に国民党に代わる政府を可能にするように要請した。

### 社会労働党書記長の辞任
2016年9月28日、社会労働党の連邦政策長官であるアントニオ・パラーダスは解散を強制するため、連邦執行部17人のメンバーの辞任を党本部にて発表した。サンチェスもその中に含まれていた。10月1日午後、連邦委員会が連邦議会の招集を拒否した後、サンチェスは社会労働党書記長の辞表を表明した。
2016年10月29日、サンチェスは下院議員を辞任した。
しかし、サンチェスは失脚後も愛車プジョー407に乗ってスペイン各地の党員を訪問してまわり、影響力の維持を図った。
2017年1月、サンチェスは5月に予定されている、社会労働党書記長選挙に立候補することを発表した。

### 社会労働党書記長への復帰
2017年5月21日、選挙の結果社会労働党書記長に返り咲きを果たした。 2017年6月18日、第39回党大会で、サンチェスは正式に書記長に就任した。
社会労働党は一方的なカタルーニャ独立宣言の後、カタルーニャ州政府に対してスペイン憲法第155条を適用することで政府を支援することを決定した。

### ラホイ首相に対する不信任案
2018年5月、2007年より調査が開始されていた国民党の大規模汚職事件、グルテル事件に対する初の裁判所の判決が下り、29人の被告人に計351年の懲役刑が宣告された。事件に関与したとされるマリアーノ・ラホイ首相を含む国民党議員の証言は信頼性を欠くと指摘された。
5月25日、判決ののち、社会労働党は国会にラホイ首相に対する内閣不信任案を提出し、サンチェスが首相候補として挙げられた。
6月1日、投票が行われ、賛成180票、反対169票、棄権1の賛成多数でサンチェスの首相就任が決まった。

### 首相就任後
2018年6月1日、フェリペ6世国王は王令によりサンチェスを首相に任命した。翌日、サンチェスはサルスエラ宮殿でスペイン王を前に就任を約束した。 2014年7月、スペイン王室が政府高官の宣誓にあたって、聖書と十字架の有無の選択に同意していたことから、サンチェスは宗教的なシンボルなしで宣誓を行なった。それにより彼は民主化後はじめて宗教的裏付けをもたない首相となった。
6月7日、新しい内閣の17名が就任した。サンチェスは、1981年生まれと若いイヴァン・レドンドを首相府の内閣官房長に任命した。女性閣僚は11名を数え、スペインの歴史上もっとも女性の多い内閣となった。
任命ののち、サンチェスは現在の議会を維持し、2020年6月まで選挙を行わないと表明した。しかしスペイン社会労働党は少数与党であり、他政党の協力なしには議会運営は成り立たない状況だった。2019年予算案が否決された場合は4月に総選挙に踏み切るとの情報が採決前より報道され、2月13日の採決ではカタルーニャ系の政党の支持を得ることに失敗し、賛成158票、反対191票、棄権1票で否決された。これにより前倒しでの解散総選挙が決まった。
2019年4月28日投開票の総選挙では、社会労働党は過半数には届かなかったものの、改選前を上回る議席数を獲得した。その後連立協議は難航し、2020年1月5日にスペイン下院で行われた、サンチェスを首相として承認するかを問う投票では賛成166、反対165、棄権18票で、必要な議会過半数の176票に届かず否決。1月7日の2回目投票では、賛成167、反対165票と僅差で承認され、1978年のスペイン民政復帰後はじめて連立政権が発足した（社会労働党とポデモス）。
2021年6月22日にはカタルーニャ独立派との関係正常化を図るため、ウリオル・ジュンケラスら9人に対する恩赦を決定した。
2023年5月28日に執行された統一地方選挙で社会労働党が多くの議席を失い敗北したことを受け、翌29日に総選挙を7月23日に実施すると発表した。総選挙では社会労働党の敗北も予測されたが終盤に追い上げ、野党・国民党と極右政党Voxをあわせても過半数に届かず、社会労働党は第2党に後退したが改選前より上積みし、極右政党の政権入りの阻止には成功した。25日、国王フェリペ6世がサンチェスを首相から解任し、新政権発足まで現職にとどまるよう指示した。しかし国王から組閣を要請された国民党党首のアルベルト・ヌーニェス・フェイホーは9月27、29日の下院における首相就任信任投票を立て続けに否決されたため、サンチェスに再びお鉢が回り、10月3日に国王より組閣を要請され連立政権樹立に向けた調整を開始。社会労働党はポデモスを含む急進左派連合スマールや地域少数政党などとの協力関係を結んでいき、11月16日の下院議会における首相信任投票は賛成179、反対171票で可決され首相続投が決まった。
2024年4月24日、小規模の公務員労働組合による告発を受けてスペインの裁判所が夫人のベゴーニャ・ゴメス・フェルナンデスが不正に利益誘導を行った疑惑で捜査を開始すると発表。サンチェス自身はこの疑惑を否定し、一連の動きは極右勢力に仕組まれた政治的動機に基づく中傷キャンペーンと批判したものの、週末の公務は取りやめ辞任すべきかを29日までに検討すると表明。結局、4月29日には引き続き職務にとどまると表明した。
- 2018年のサンチェス内閣
- ナディア・カルビニョ経済・企業相と（2019年1月23日）
- フィンランドのサンナ・マリン首相と（2022年1月26日）
- デンマークのメッテ・フレデリクセン首相と（2022年2月21日）
- 2022年4月21日、デンマークのメッテ・フレデリクセン首相とともにウクライナの首都キーウを訪問。ウォロディミル・ゼレンスキー大統領と会談した[58]。
- アイスランドのカトリーン・ヤコブスドッティル首相と（2022年6月28日）

## 政策

### 歴史の記憶法
サンチェスは野党党首として、マリアーノ・ラホイ前首相による歴史の記憶法に対する抑圧的な方針への反対をすでに表明していた。彼は前首相が記憶法に必要なリソースを割り当てていないと非難した。
首相就任後、サンチェスは政権の優先事項として歴史の記憶法を推し進め、内戦や独裁政権下に迫害や暴力を被った人々を有利にし、法が意図する目的に適切な制度的支援を提供するための王令698/2018にしたがって、法改正を提案し、法務省内で記憶法を方向づけるための決定を下した。 
これまでのサンチェスの決断の中で最も重要なものは、戦没者の谷にあるフランシスコ・フランコの墓の移転である。
フランコ家が反対するなか、サンチェス政権は墓をより知られていないファランヘ党創始者ホセ・アントニオ・プリモ・デ・リベラの記念碑へと移しかえることを提案した。
カタルーニャ州警察は2018年11月、墓移転計画に対する妨害と自宅に16丁の銃器を所持していた咎で、カタルーニャ州タラサに住む男を逮捕したと発表した。男はサンチェスの暗殺を計画していたとみられている。

### 移民政策
2018年6月、イタリアとマルタは移民船アクエリアス号の入港を拒否し、船は629人の移民を乗せたまま地中海を漂着した。サンチェス政府は地中海に面した東スペインのバレンシア港を人道的な配慮から安全な港として提供することを申し出た。 2018年6月30日、政府は別の船、スペインのNGO団体オープンアームズ(外部リンク）と59人の移民が再びイタリア、マルタ両政府によって拒絶されたことを受けて、船の受け入れを決定した。同じことが2週間後にも起きた。 さらに8月上旬、今度は87人の移民を乗せたオープンアームズの船を再び受けいれ、アルヘシラス港に入港させた。
これによりスペインはアフリカからの移民の主な参入国となった。決定はサンチェスがいわゆる「呼び水効果」を引き起こしたとして、国民党（PP）とシウダダノスによって非難された。
サンチェス政権は移民問題をEU全体の問題であると考え、他の南ヨーロッパの国々がドイツ型移民政策による政治危機を回避するなか、（2015年に100万人以上の移民を想定した）ドイツ政府との連帯を示し、移民歓迎の姿勢で両国間での合意に達した。彼は、欧州連合の重要な2人のリーダー、フランス大統領のエマニュエル・マクロンとドイツ首相のアンゲラ・メルケルの支援を受け、移民問題においてヨーロッパレベルでの解決策を選んだ。
これに対して、スペイン、イタリア間の政府間関係は移民問題のため緊張することとなった。サンチェス政権のメンバーであるジョセップ・ボレル議員とイタリアの副首相兼内務大臣マッテオ・サルヴィーニとの間で非難の応酬が起きた。サルヴィーニ大臣はスペインを「制御できない移民たちを支持している」として非難した。これを受けてサンチェスはインタビューの中で「単独行動主義は移民危機への答ではない」と述べ、イタリア政府による港閉鎖を意識しながら、「イタリアの一部の指導者たちの焼夷弾のような言葉は選挙では有効だろうが、わたしたちが地中海やイタリアの沿岸で直面している人道危機に効果的な対応はみせておらず、それが答とはいえない」とした。

## 人物
21歳まではマドリードにあるバスケットボールクラブのCBエストゥディアンテスでアマチュア選手としてプレーしており、政治家となった後はエストゥディアンテス財団の運営に携わっている。2008年からはマドリードにあるカミーロ・ホセ・セラ大学で教壇に立ち、法経済学部で経済構造や経済思想史などを教えている。ベゴーニャ・ゴメス・フェルナンデスと結婚してふたりの娘がいる。
マリアーノ・ラホイ前首相をはじめ、歴代のスペイン首相は英語が不得意だったが、サンチェスは英語を流暢に話せる初めての首相である。